# パラグラス

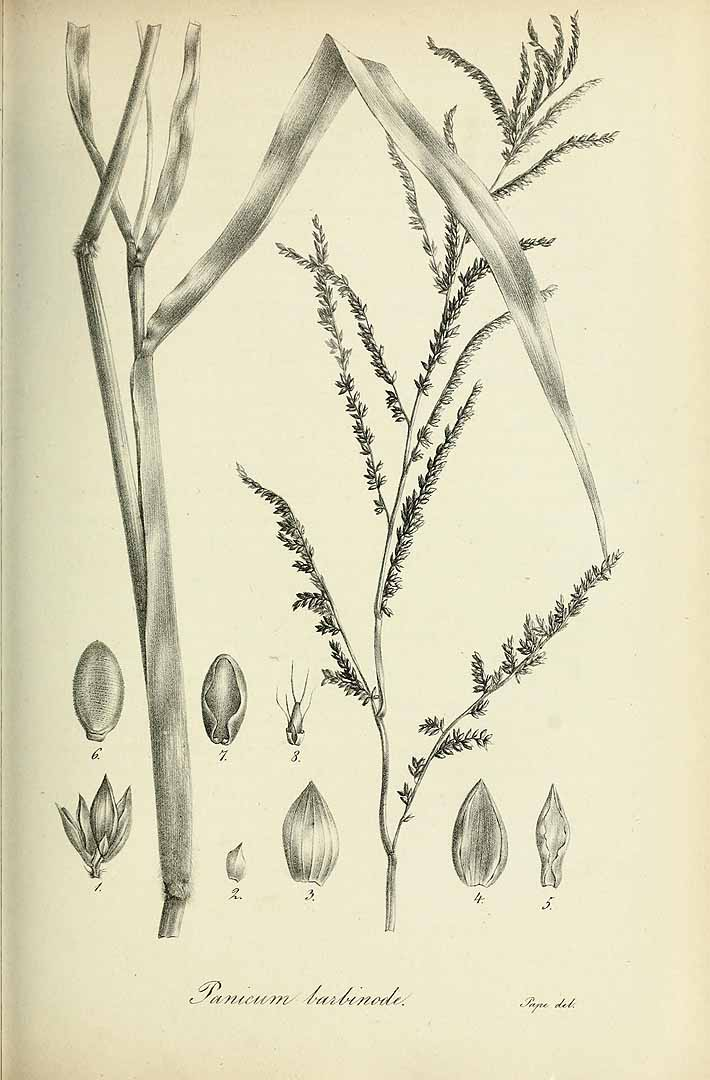
図版

パラグラス（英語：para grass、学名：Urochloa mutica）は、イネ科植物の1つ。草本ではあるが背が高くなり､また匍匐枝を出して広く繁る。アフリカ原産だが熱帯域に広く見られ、日本では沖縄で普通に見られる。牧草などとして利用されるが、侵略的外来種として嫌われている地域もある。

## 特徴
大柄な多年生の草本で、長く匍匐枝を伸ばして広く繁茂する。花茎は高さ2から6mに達することがあり、立ち上がるか、時に藪や樹木の間に生えて斜めに伸びてもたれかかる。その基部は太さが5-8mmに達し、膝曲がりに折れ曲がり、その節の部分から根を降ろす。また節の部分には毛を密生させる。葉の基部の鞘部は無毛か、あるいは有毛。葉身は長さ15-45cm、幅10-15mmあり、先端は次第に細くなって長く尖り、毛はなく、その縁はざらつきがある。葉舌は切形で短くて、長い毛が縁取りに生える。葉鞘は太くて、上向きの白い軟毛が密生する。
花期は9-11月。花は円錐花序をなして長さ10-20cmになり、その構成は長さ4-6cmの個々には総状花序状のものがまばらに数個から10-20個ついているものである。花軸や枝には長い軟毛がまばらに生え、短い毛が密生する。この総状花序の部分に小穂が密生して付いている。その花軸は背面が扁平で下面は中央に縦に走る稜があり、その稜から小穂が出ており、さらに小穂には柄のないものと短い柄のあるものがあり、これらが2個ひと組になって並んでいる。小穂は狭楕円形で長さ3mm、先端がわずかに突き出たようになっており、色は淡いかあるいは紫色に染まり、明確な脈がある。小穂は花軸の下面に左右1列、計2列に配置する。小穂は2小花からなり、第1小花が軸に向く。第1穎は卵状三角形で小穂の長さの3分の1ほど。

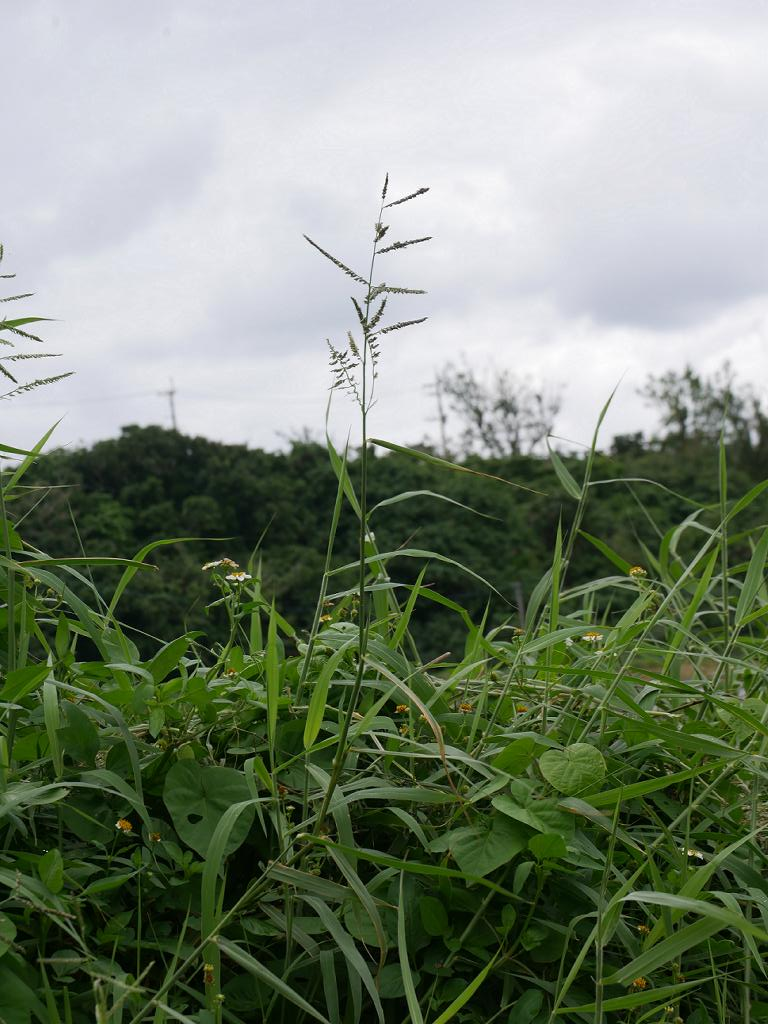
抜き出て伸びた穂
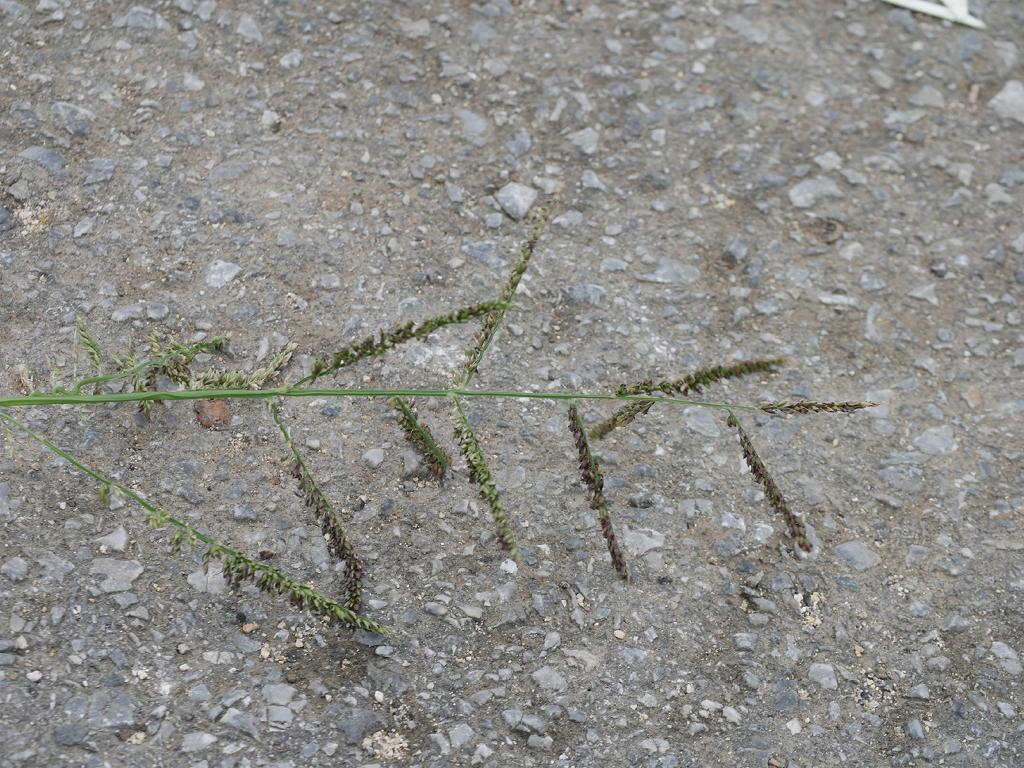
穂の拡大
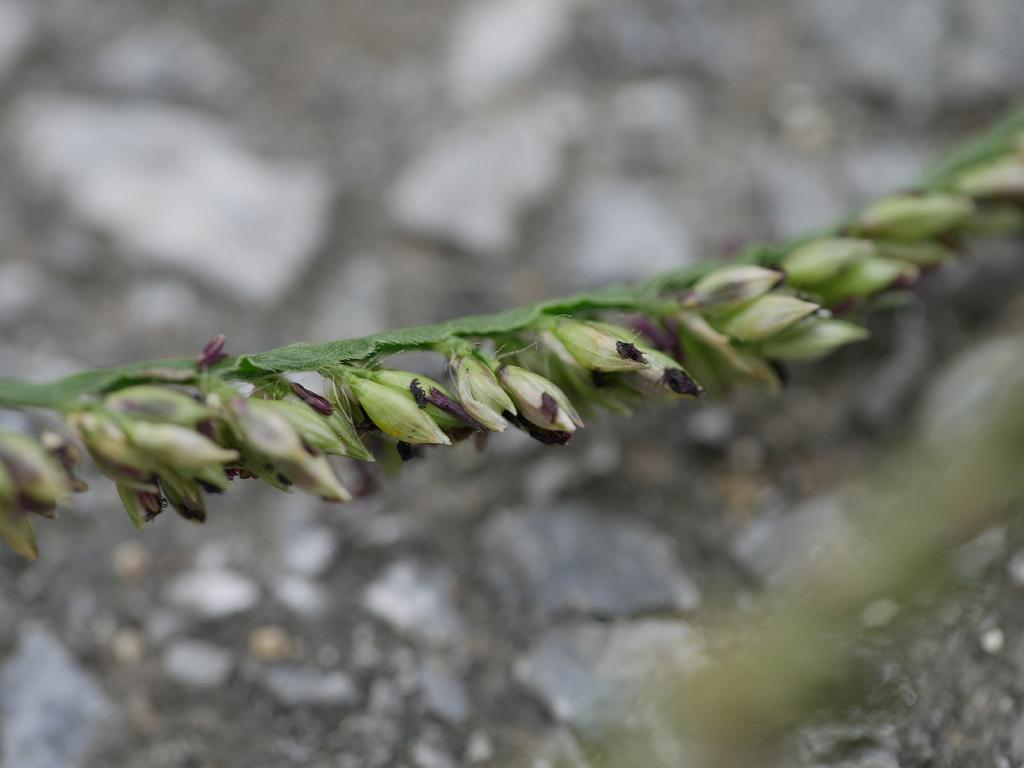
小穂とその配置

## 名称
和名は英名の paragrass の仮名書きで、para はブラジルのパラ州に基づく。学名は Brachiaria mutica も用いられるが、当記事ではYListに従った。
英語の一般名称としては、他にbuffalo grass、Mauritius signal grass、pasto pare、malojilla、gramalote、parana、Carib grass、Scotch grassとも呼ばれる。カリフォルニアグラス（California grass）とも呼ばれるが、カリフォルニア州には生えていない。

## 分布と生育環境
原産地に関しては情報は少々錯綜している。牧野原著(2017)では熱帯アメリカの原産とあるが、Chaudhari(2012)もDouglas et al(2003)も本種をアフリカ由来としている。桑原(2008)は北アメリカ原産としており、これは多分怪しい。清水他編著(2001)には熱帯アフリカが原産で、古い時代にまず南アメリカに導入されたとあり、どうやらこれが正しいようである。今では南北アメリカ、アフリカ、南ヨーロッパ、オーストラリアなど熱帯から亜熱帯の湿潤な地域に広がっている。
日本においては沖縄で見られる。日本のそれ以外の分布や記録については記載がなく、桑原(2008)も分布には沖縄とのみ記してある。清水他編著(2001)では南西諸島となっており、いずれにせよ本土には侵入していない様子である。
沖縄に入ったのがいつかはよく分からない。宮城(1963)は『戦前から親しまれてきた』とある。しかし初島、天野(1977)では戦後帰化としているので拡がったのはこの時期と思われる。清水他編著(2001)にも日本には『古い時代に入り』としかない。
水湿地に生育し、特に水分の多い土壌によく育ち、他の牧草が生育できない場所でもよく増殖する。畑地、樹園地、牧草地、道ばた、荒れ地に生育している。水辺にしばしば純群落を作る。
繁殖は種子からと匍匐枝による栄養生殖によるが、沖縄では種子が形成されていないという。

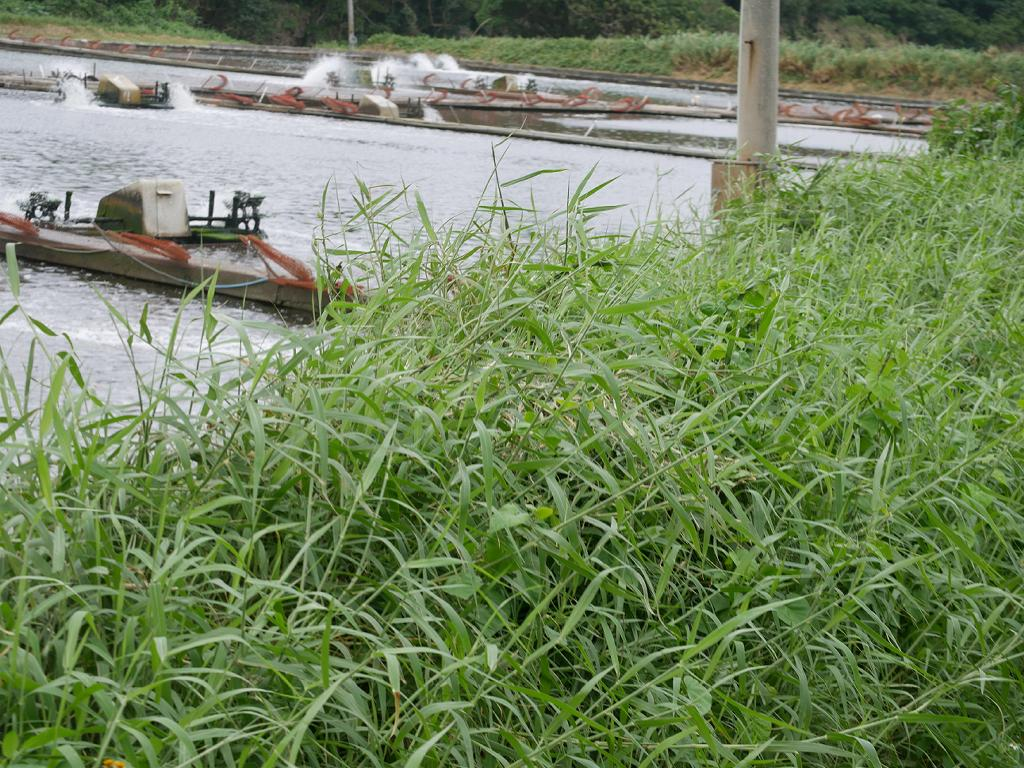
水際、道ばたに繁茂している(沖縄本島南部)
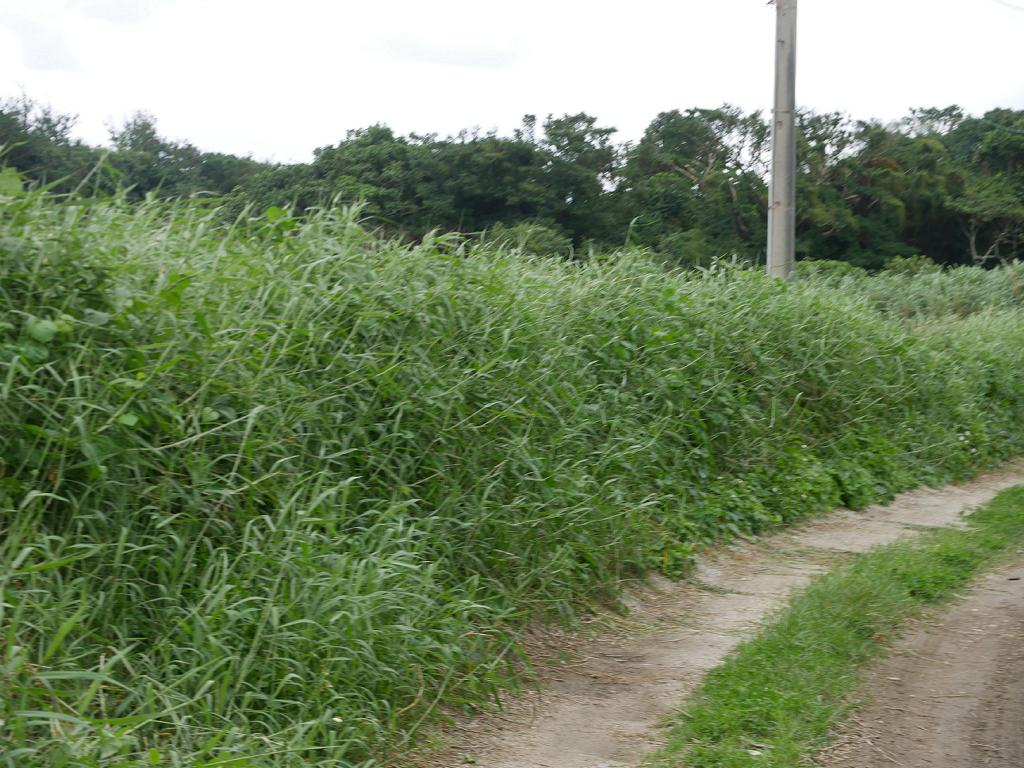
密集した純群落を作る(同)

## 類縁種など
本種が属するニクキビモドキ属には世界に100種ほどが知られ、日本からも本種の他に4種ほどが知られるが、ビロードキビ U. villosa が本州南部以南に分布する他はいずれも帰化種であり、またそのいずれもが南西諸島にしか定着していない。またそのいずれもがその背丈がせいぜい60cm程度と本種よりはるかに小さいので、判別に困ることはない。

## 利害
本種は水辺によく繁茂するために水路の縁を固める用途にも用いられ、沖縄でも古くは畦畔草とされた。オーストラリア北部では1884年に川岸の浸食を調節するために持ち込まれたが、後に牧草としての利用のために広く栽培されるようになった。
しかし本種の最大の利用はやはり牧草としてであり、世界の熱帯域に持ち込まれたのも主としてこれによる。他方で主に水辺でよく繁茂する性質は侵略的外来種としての問題も引き起こしている。

### 牧草として
沖縄では戦前からあるというが導入の時期は明らかではない。ともかく水湿地に生育するのが大きな特徴で、従って他の牧草が生育できないような湿地や沼地などの環境では本種の栽培が大いに役立ち、那覇近郊では牛馬の粗飼料として用いられてきた。ただし他の牧草に比べると栄養価では劣り、家畜の嗜好性も高くない。そのあたり、牧野原著(2017)で『期待がもてる匍匐性の牧草』とあるのはやや的外れに見える。

### 侵略的外来種として
本種は侵略的外来種として、在来の生態系を圧迫する点でも各地で注目されている。日本において(ほぼ沖縄のみであるが)も匍匐茎を発達させ、その節から発根して容易に新個体を作る点を指摘して『畑地で雑草化する恐れがあるから注意する必要がある』との注意喚起も存在したが、現在では広く雑草化しており、ほぼ無駄であったようだ。ただしそれ以上に問題視する声もあまり見られない。
しかし国外ではより深刻な脅威として対応を迫られている地域もある。本種は世界最悪の雑草の1つとされ、24の国の23の作物に対する農業被害が指摘されている。
オーストラリア北部では熱帯の氾濫原が外来のイネ科植物の侵入を受け、在来の植物群落が大規模に脅かされているが、本種は在来植生への大きな脅威と考えられている。この地域の在来植生である野生のコメ(oryza meriodionalis)やイヌクログワイ(Eleocharis dulcis) と本種が置き換わっており、その結果としてカササギガン (Anseranas semipalmata) やオーストラリアヅル (Grus rubicunda) の個体群にも悪影響を与えている。
北アメリカ南部では、フロリダ農業実験所によって牧畜用の牧草としてフロリダに1870年代に持ち込まれた。現在では本種はフロリダの公的水域の52％で報告され、侵略的であり、この区域内では栽培が推奨されない植物に認定されている。その成長の早さと他感作用によって本種は生態系の多様性を減少させる。